# Frucade

Logo

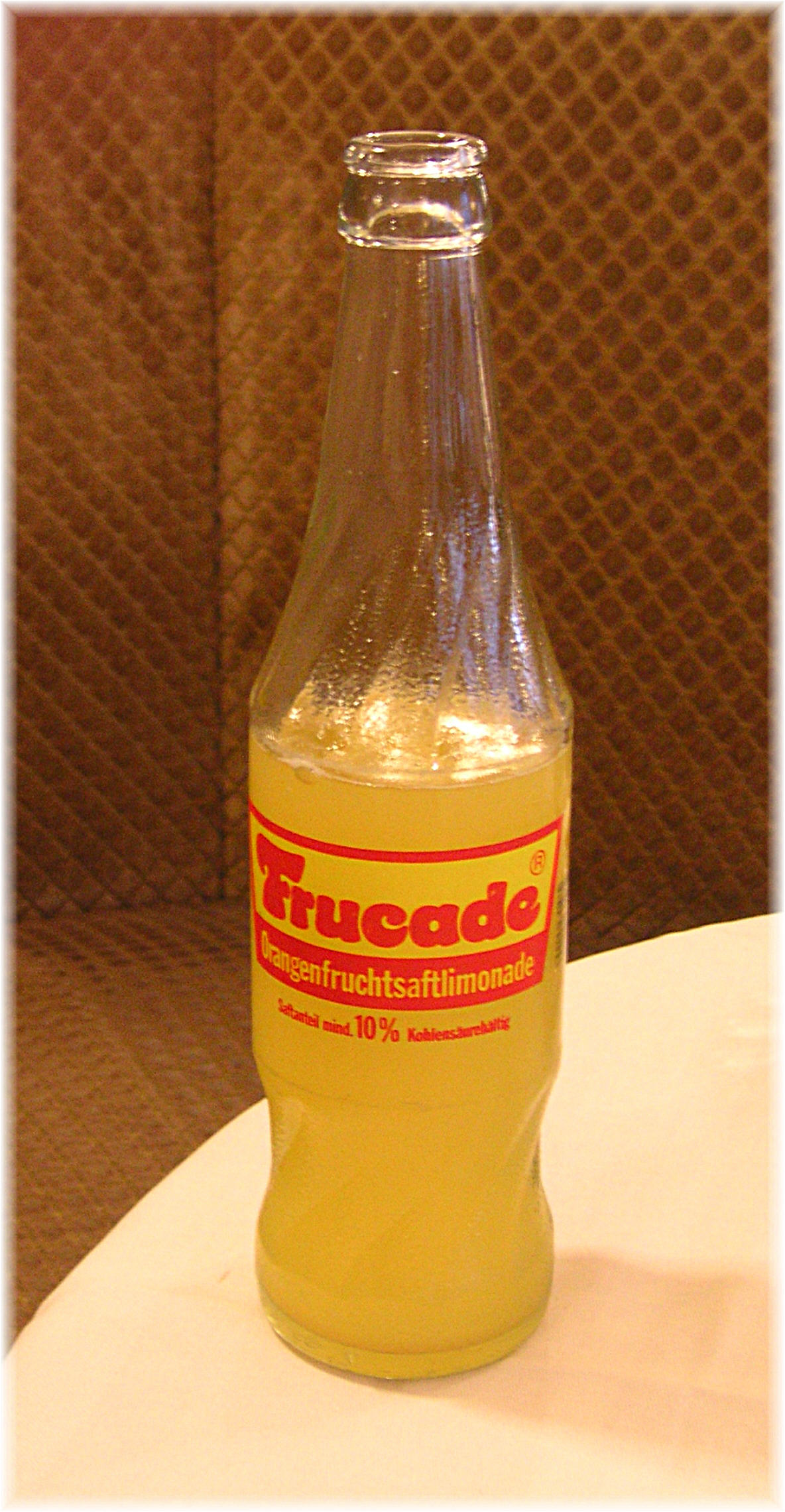
Frucade-Flasche (Österreich)

Frucade ist seit 1952 der eingetragene Markenname einer Reihe alkoholfreier Erfrischungsgetränke.
Eigentümer ist die DrinkStar GmbH, eines Tochterunternehmens von Symrise, in Rosenheim (Deutschland).
Bekannt wurde DrinkStar durch seine Orangenlimonade („Frucade“). Das Unternehmen ist mit der Marke Frucade zugleich Sponsor des Eishockeyvereins Starbulls Rosenheim; zeitweilig hieß auch das Stadion der Eishockey-Mannschaft Frucade-Stadion, mittlerweile wurde es aber umbenannt. Frucade wird überwiegend in Süddeutschland und Österreich hergestellt und verkauft.

## Geschichte
Adalbert Conrads und Karl Grün gründeten 1947 das Unternehmen „Fruco“, das sich auf den Handel und die Reparatur von Getränkeabfüllanlagen spezialisierte und 1952 damit begann, Grundstoffe und Essenzen für Erfrischungsgetränke herzustellen. 1953 kam die „Frucade Orangenfruchtsaftlimonade“ auf den Markt, als einzige mit 10 % Fruchtsaftanteil.
Charakteristisch für Frucade war die original Frucade-Formflasche. Inzwischen wurde sie in Deutschland aus fülltechnischen Gründen durch die standardisierte 0,5 l NRW-Weißglas-Flasche abgelöst. In Österreich jedoch ist die Frucade-Formflasche auch heute noch im Gebrauch.
Die Marke Frucade wurde erst 1956 beim Patentamt mit internationalem Schutz eingetragen.
Das Sortiment hat sich im Lauf der Zeit in Österreich und Deutschland unterschiedlich entwickelt. In Österreich ist die ursprüngliche „Frucade Orangenfruchtsaftlimonade“ noch am Markt. In Deutschland erfolgt die Herstellung derzeit dezentral in verschiedenen Betrieben, darunter der Brauerei Kesselring in Marktsteft, der Kaiser Bräu Neuhaus an der Pegnitz oder der Wildbräu Grafing. 
Der Werbeslogan in Österreich lautete: „So viel Frucht ist nicht zu fassen.“ In Deutschland lautete er „Frucade. Die Heimatlimonade.“

## Frucade-Produkte
Österreich:
- Orangenfruchtsaftlimonade (auch als Light-Variante)
- Zitronenfruchtsaftlimonade

Deutschland:
- Limonaden
- Cola-/Cola-Mix-Getränke
- Säfte und Schorlen
- Fruchtsaftgetränke
- Vitamingetränke
- Sportgetränke
- Tafelwasser
- Eistee

## Sonstiges
Der österreichische Talkshow-Moderator Hermes Phettberg begann in seiner Nette Leit Show immer mit der Frage „Frucade oder Eierlikör?“